# 재러드 다이아몬드
재러드 메이슨 다이아몬드(영어: Jared Mason Diamond, 1937년 9월 10일~)는 미국의 과학자이자 논픽션 작가이다. 현재 캘리포니아 대학교 로스앤젤레스(UCLA)의 의과대학 생리학/지리학 교수로 재직중에 있다. 2021년부터 성균관대학교 학부대학의 석좌교수로 임명되었다.
생리학으로 과학 인생을 시작한 그는 조류학, 진화생물학, 생물지리학으로 자신의 영역을 점점 확장해 나갔으며 라틴어, 그리스어, 독일어, 프랑스어, 러시아어 등 수개국어를 구사한다. 과학의 대중화에 기여한 공로로 수여되는 영국의 과학출판상과 미국의 LA타임즈 출판상을 수상했다. 또한 그는 미국예술과학아카데미, 미국과학아카데미, 미국철학협회 회원으로 선정되었으며 미국지리학회에서 주는 상을 수상하기도 했다. 저서 《총, 균, 쇠》로 1998년 퓰리처상 일반 논픽션 부문을 수상했다.

## 어린 시절과 교육
다이아몬드는 미국 매사추세츠주 보스턴에서 태어났다. 그의 부모는 모두 미국으로 이민을 간 동유럽 유대인 가족이었다. 아버지 루이스 다이아몬드는 소아 질환의 유전학을 전공한 의사였고, 어머니 플로라는 교사, 언어학자, 콘서트 피아니스트였다. 다이아몬드는 6살 때 피아노를 공부하기 시작했다. 몇 년 후 그는 아내를 위해 브람스의 간주곡 A장조를 연주한 후 아내에게 청혼할 것이었다.
원래 아버지를 따라 의사가 되고 싶었으나, 일곱 살 때부터 조류에 관심을 가지기 시작했다. 초, 중, 고등학교 및 학부과정 동안 주로 어학, 역사학, 작문 등을 배웠다. 대학교 4학년 때는 의학을 전공하려던 목표를 생태학으로 바꿨다. 1958년 하버드 대학에서 인류학과 역사학 학사, 1961년 케임브리지 대학 트리니티 칼리지에서 담낭막의 생리학과 생물 물리학 관련으로 박사 학위를 받았다. 대학원 첫 해에는 언어학자가 되고 싶어했다. 박사학위 이후 분자생물학, 진화생물학(조류 진화), 생태지리학을 연구했다.

## 대중적 작품

### 《제3의 침팬지》(1991)
다이아몬드의 첫 번째 대중 저서, 《제3의 침팬지》(1991)는 인류학, 진화생물학, 유전학, 생태학, 언어학 등의 증거를 통합하여 인간의 진화와 현대 세계와의 관련성을 검토한다. 이 책은 인간이 어떻게 다른 동물들과 다르게 진화했는지를 추적한다. 비록 우리의 DNA의 98% 이상을 우리의 가장 가까운 동물인 침팬지와 공유했음에도 불구하고 말이다. 이 책은 또한 언어, 예술, 농업, 흡연과 약물 사용, 그리고 다른 독특한 인간 속성들에 대한 동물적 기원을 조사한다.

### 《총, 균, 쇠》(1997)
《총, 균, 쇠》는 1997년에 출판되었다. 왜 유라시아 사람들이 미국 원주민, 호주인, 아프리카인들을 정복하거나 추방했는지에 대해 질문한다. 이 결과는 유라시아 민족 자체의 생물학적 이점 때문이 아니라 유라시아 대륙의 특징, 특히 다양한 야생 식물과 동물의 다양성, 그리고 그 위도 변화가 거의 없는 동/서 주요 축이 가축화, 사람, 기술의 확산을 선호했기 때문이라고 주장한다.
이 책의 첫 번째 부분은 왜 소수의 야생 동식물과 동물들이 서식하기에 적합하다고 증명되었는지에 초점을 맞추고 있다. 두 번째 부분에서는 그러한 가정집단을 기반으로 한 지역 식량 생산이 어떻게 치밀하고 계층화된 인간 인구, 글쓰기, 중앙집권적인 정치 조직, 전염성 전염병을 발전시켰는지를 논한다. 세 번째 부분은 서로 다른 대륙과 세계 지역 간의 식량 생산과 인간 사회의 발전을 비교한다.

### 《섹스의 진화》(1997)
다이아몬드는 일반적으로 당연하게 여겨지지만 우리의 동물 친척들 사이에서 매우 특이한 인간 성징의 근본적인 특징들에 대한 진화적 요인에 대해 논한다. 그러한 특징으로는 장기간의 부부관계(결혼), 공유된 공동영토 내에서 경제적으로 협력하는 쌍들의 공존, 어머니뿐만 아니라 아버지에 의한 보살핌 제공, 공공장소에서가 아닌 사적인 곳에서 성관계를 갖는 것, 은폐된 배란, 월경 주기의 대부분을 포괄하는 여성 성접대 등이 있다.

### 《문명의 붕괴》(2005)
《문명의 붕괴》(2005)에서는 왜 옛 사회가 붕괴되거나 계속 번창하는지를 알아보기 위해 다양한 과거 사회를 조사하고 이러한 역사적 사례로부터 현대 사회가 무엇을 배울 수 있는지를 고려한다. 그는 주로 문화적 요인에 기초한 과거 사회의 실패에 대한 설명에 반대하며, 대신 생태학에 초점을 맞춘다. 이 책은 왜 일부 사회가 비참한 결정을 내리는지, 대기업이 환경에 어떤 영향을 미치는지, 오늘날 우리의 주된 환경 문제는 무엇인지, 그리고 개인이 그러한 문제에 대해 무엇을 할 수 있는지를 질문함으로써 결론짓는다.

## 저서
- 《제3의 침팬지》(The Third Chimpanzee,1996; 한국어판 ISBN 978-89-7012-217-5)
- 《섹스의 진화》(Why is Sex Fun?, 1997, 2005; 한국어판 ISBN 978-89-8371-941-6)
- 《문명의 붕괴》(Collapse, 2004, 2005; 한국어판 ISBN 978-89-349-1976-6)
- 《총, 균, 쇠》(Guns, Germs, and Steel, 2005; 한국어판 ISBN 89-7012-724-0)

## 수상
- 1997년 영국 과학출판상(제3의 침팬지)
- 1997년 미국 LA타임스출판상(제3의 침팬지)
- 1998년 영국 과학출판상(총, 균, 쇠)
- 1998년 퓰리처 상 일반논픽션 부문(총, 균, 쇠)

## 같이 보기
- 비교역사학
- 환경 결정론